# Mitsubishi Pajero Junior
Der Mitsubishi Pajero Junior war ein Mini-SUV von Mitsubishi Motors, das zwischen 1995 und 1998 produziert wurde. Er basierte auf einer verlängerten Mitsubishi-Minica-Plattform und war eine größere Version des Mitsubishi Pajero Mini. Jedoch war er vor allem für den Export nach Asien konzipiert und passte daher auch nicht in die Kei-Car-Klasse. Als Motor kam der SOHC 1,1 Liter 16 Ventil-Motor (Typ 4A31) mit 3-Stufen-Automatikgetriebe oder 5-Gang-Schaltgetriebe zum Einsatz. Anders als der Pajero Mini verfügte der Pajero Junior von Baubeginn an optional über den Easy Select 4WD, bei dem der Allradantrieb während der Fahrt deaktiviert oder aktiviert werden konnte. In der Standardausrüstung gab es einen starren Allradantrieb. Ebenfalls verfügte der Junior gegenüber dem Mini serienmäßig über FrontAirbags, Seitenairbags und Antiblockiersystem serienmäßig. Mit der Aufwertung der Kei-Car-Klasse und dem Größenzuwachs beim Pajero Mini wurde der Junior praktisch in seinen Daten eingeholt und die Produktion daher Ende 1998 eingestellt.